# Prairie (Amérique du Nord)
Pour les articles homonymes, voir Prairie.
 (novembre 2011).

Étendue des prairies d'herbes hautes en relation avec les Grandes Plaines.
Prairie d'herbes courtes
Prairie d'herbes mixtes
Prairie d'herbes hautes

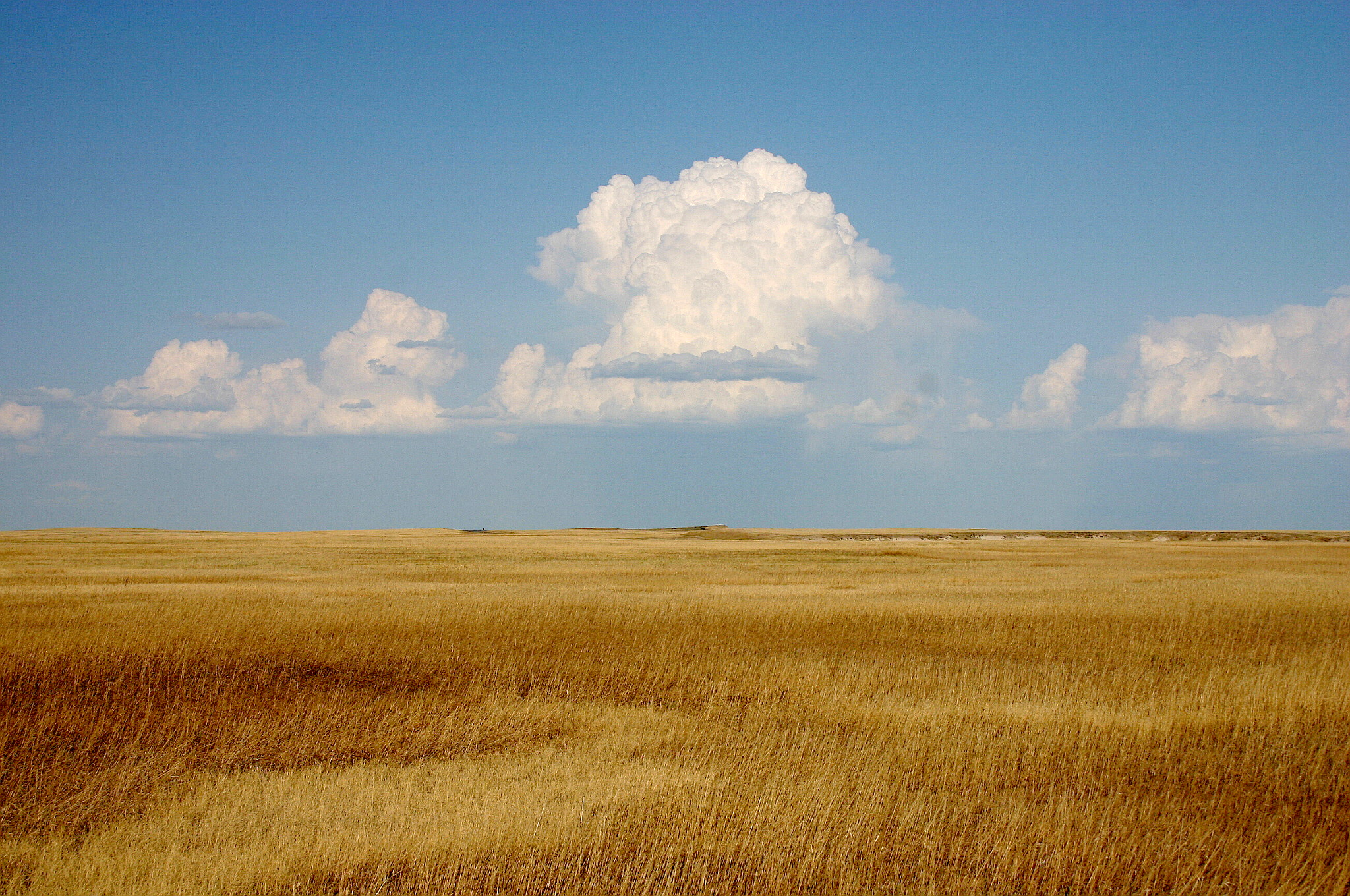
La Prairie dans le Dakota du Sud.

La Prairie (anglais : Tallgrass Prairie) occupe les Grandes Plaines entre les Appalaches et les Montagnes Rocheuses. Cette écorégion à prairie de zone tempérée est constituée d'une flore herbeuse de graminées, de composées et de légumineuses. Son nom lui vient des explorateurs français et n'a pas été anglicisé. Elle est l'équivalent de la steppe en Eurasie et de la pampa en Amérique du Sud.
Aux États-Unis et au Canada, on fait parfois la distinction entre la végétation de taille basse des Hautes Plaines à l'ouest du 104e méridien terrestre et la végétation de taille moyenne et haute de l'est (depuis le sud du Manitoba jusqu'au centre du Texas). Lorsque cette distinction est faite, il est habituel de limiter le mot « prairie » aux zones de végétation moyenne à haute. La plus grande partie de ce territoire a été convertie en zone cultivée au cours des deux cents dernières années.
Autrefois, la Grande prairie couvrait l'essentiel du Midwest, juste à l'est des Grandes Plaines, et une étendue importante des Prairies canadiennes. Elle s'épanouissait sur un sol riche en lœss arrosé par des précipitations moyennes (760 à 890 mm par an). Dans la partie orientale, où les feux de prairie étaient rares et où l'évolution n'était entravée que par la chute d'arbres morts, les forêts de hêtres et d'érables prédominaient. À l'opposé, les grandes plaines à l'ouest se caractérisaient par la prédominance d'herbe rase, de par des pluies plus rares et un sol moins fertile.

## Écosystème

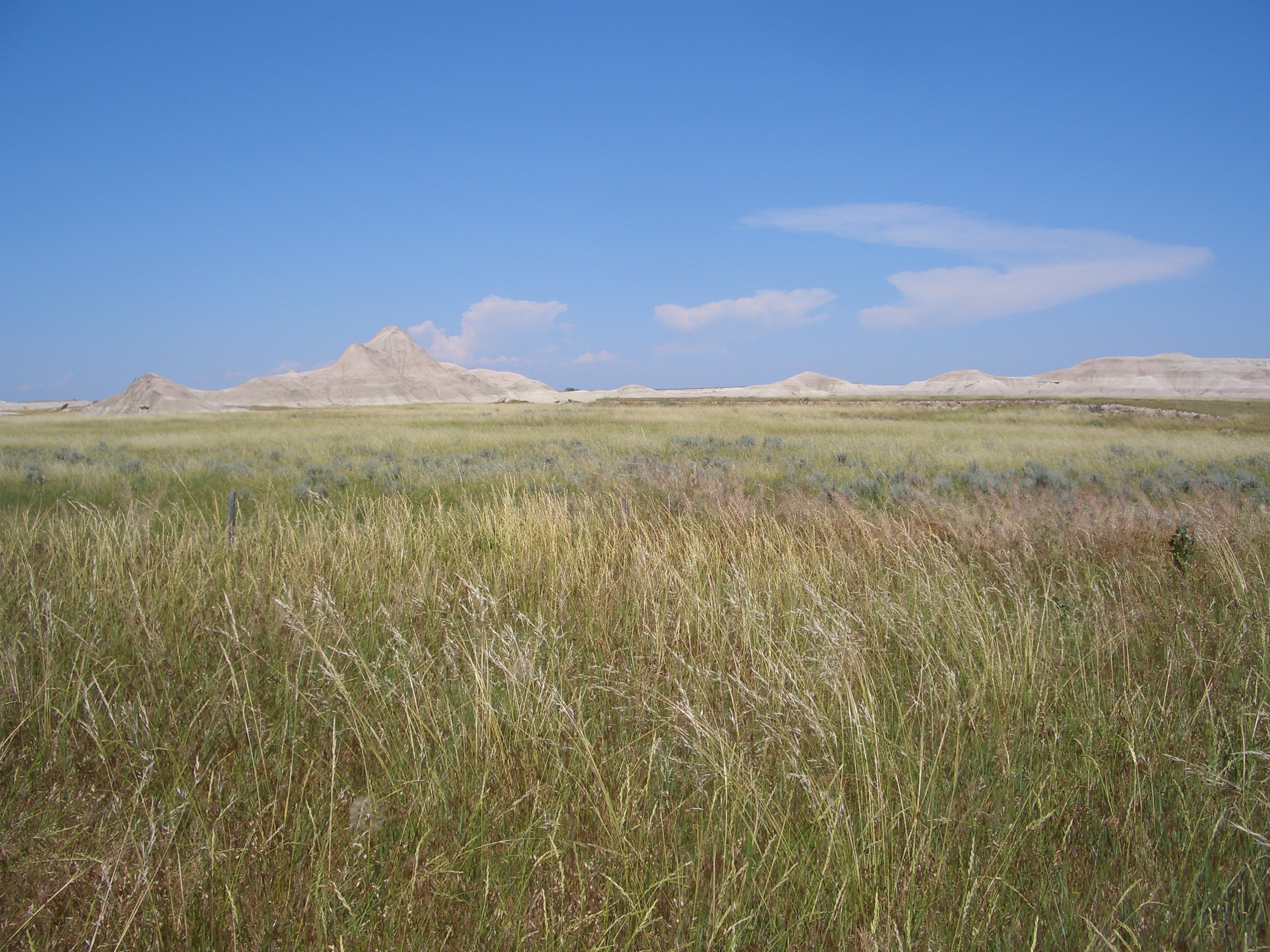
Prairie d'Oglala (Nebraska).

Comme son nom anglais l'indique (« tallgrass prairie »), la Grande prairie consiste essentiellement en une étendue herbue dominée par deux espèces, l’andropogon et sorghastrum nutans, qui atteignent une hauteur moyenne de 1,50 à 2 m de hauteur, avec des rejets pouvant aller par endroits jusqu'à 2,50 à 3 m. La Prairie présente en outre un grand pourcentage d'autres herbacées, comme l’amorpha, le silphium et les fleurs échinacées.
Le biome de la Grande Prairie a besoin, pour sa survie et son renouvellement, des feux de prairie, un type de feu de forêt. Les pousses d'arbres et les espèces introduites envahissantes vulnérables au feu sont ainsi éliminées par ces incendies périodiques. Ils peuvent être allumés par l'homme (par exemple, les indiens des plaines se servaient de feux pour regrouper les bisons et faciliter la chasse, pour se frayer des chemins ou pour se repérer) ou bien s'allumer spontanément lors d'un orage. Jusqu'au rétablissement de cet écobuage, toutes les tentatives pour reconstituer de petites étendues de prairie en arboretum s'étaient soldées par des échecs.
Au plan quantitatif, la prairie dans son ensemble est boisée sur 5-10 % de son étendue. Une étendue herbeuse boisée à raison de 10-49 % peut être classée comme savane.
Grâce à l'accumulation de lœss et de matières organiques, la Grande prairie nord-américaine présente en certains endroit la plus profonde couche d'humus connue. Avec l'invention du soc de charrue en fer par John Deere, ce sol fertile est devenu l'une des plus importantes richesses d'Amérique du Nord. Plus de 99 % de la superficie de la prairie originelle est aujourd'hui cultivée.

## Vestiges

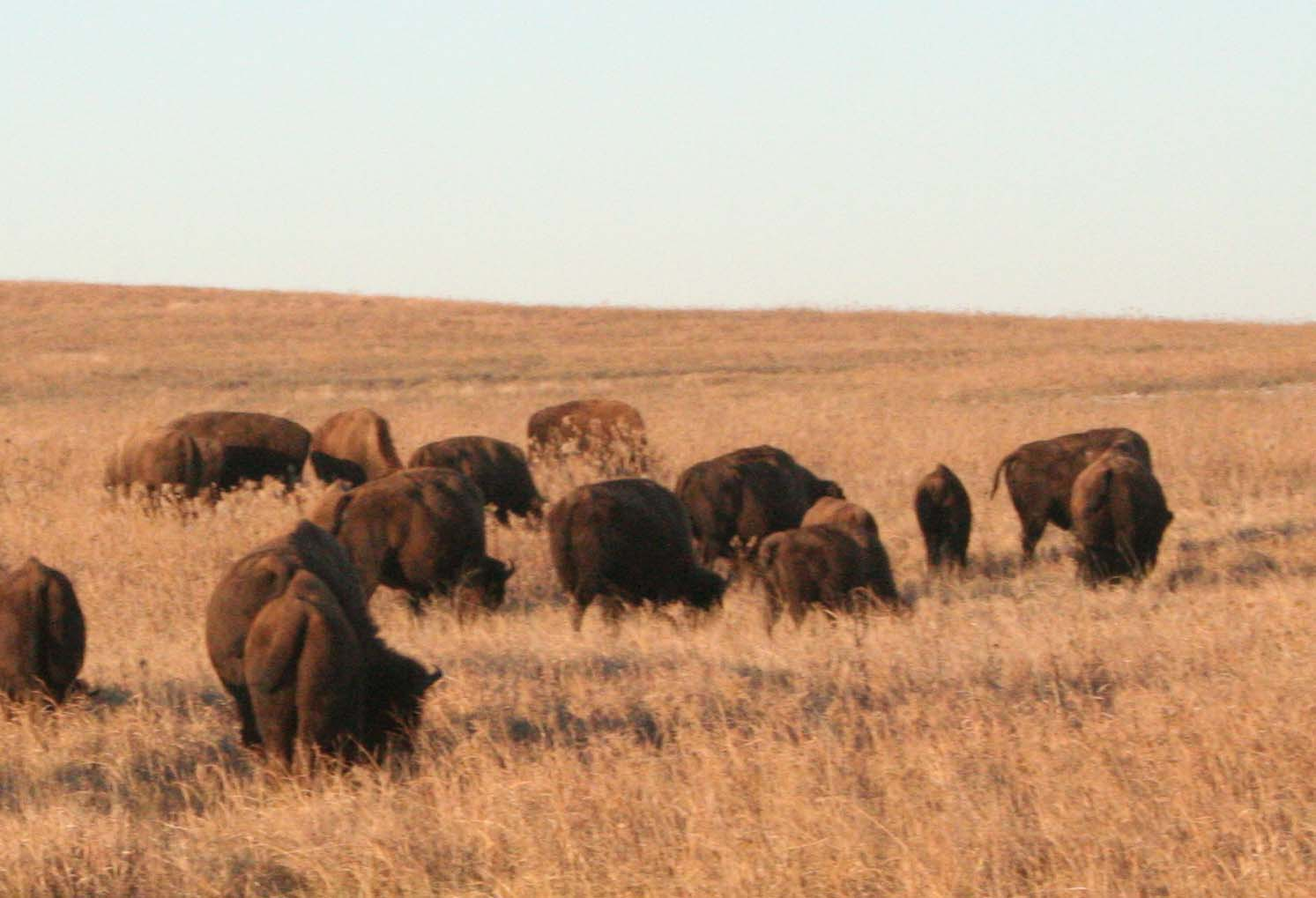
Bisons de la Tallgrass Prairie Nature Preserve, une réserve naturelle de 158 km2 dans le comté d'Osage, dans l'Oklahoma.

La majeure partie de la Grande Prairie, parce qu'elle offrait des sols profonds et fertiles (mollisols) a cédé la place à la Corn Belt du Midwest, l'une des régions céréalières les plus riches au monde.
La Grande prairie n'a subsisté que dans les zones impropres à la culture céréalière : les collines rocailleuses de Flint Hills, qui s'étendent du nord au sud du Kansas, le coteau oriental de la vallée de la Rivière Rouge (aujourd'hui incluse dans le Tallgrass Aspen Parkland) dans le Manitoba et le Minnesota, le Coteau des Prairies qui s'étend du Dakota du Sud au Minnesota et à l'Iowa, et l'extrême nord de l'Oklahoma. Dans l'Oklahoma, la Prairie a été préservée par les éleveurs, parce qu'ils considéraient que les herbes hautes étaient indispensables à la pâture de leur bétail.
Deux réserves naturelles : l'une, de 158 km2, Tallgrass Prairie Preserve dans le comté d'Osage, et l'autre, de 44 km2, Tallgrass Prairie National Preserve dans le Kansas, s'efforcent de préserver l'écosystème originel, par réintroduction du bison dans de vastes étendues de hautes herbes.
Parmi les autres zones protégées de la Grande Prairie des États-Unis, mentionnons Midewin National Tallgrass Prairie dans l'Illinois, Broken Kettle Preserve et Neal Smith National Wildlife Refuge dans l'Iowa, Konza Prairie dans le Kansas, et Prairie State Park dans le Missouri.
L'essentiel de la Grande Prairie au Canada était formé des 6 000 km2 de plaine dans la vallée de la Rivière Rouge du Nord, au sud-ouest de Winnipeg dans le Manitoba (cf. la carte). Dans la mesure où la plus grande partie de la prairie du Manitoba a été engloutie par la mise en cultures, il ne subsiste plus que de petites poches naturelles. L'une des plus grandes de la province du Manitoba, le Tallgrass Aspen Parkland, est protégée par une fondation.
Dans l'est du Dakota du Nord, Cheyenne National Grassland est la seule zone protégée des Grandes Plaines.
Il existe encore une poche (moins de 5 km2) de la Prairie à l'extrémité sud-ouest de la ville de Windsor (Ontario), protégée en tant que subdivision d'Ojibway Park, et en tant qu'ANSI (zone protégée d'intérêt scientifique). Elle est rattachée au groupement des réserves naturelles suivantes : Black Oak Heritage Park, Ojibway Prairie Provincial Nature Reserve et Tallgrass Prairie Heritage Park. Toutes ces réserves sont gérées par the City of Windsor's Parks and Recreation, et par la Réserve Naturelle de l'Ontario.

## Restauration
La réserve naturelle Midewin National Tallgrass Prairie, fondée en 2004 près d'Elwood, était en 2006 la plus grande étendue de prairie en cours de restauration aux États-Unis.
Dans le Minnesota, on a créé en 2004 le Glacial Ridge National Wildlife Refuge à partir d'un noyau de 20 km2 de prairie intacte, avec 120 km2 de prairie en cours de reconquête alentour. Selon The Nature Conservancy, 100 zones humides ont été déjà rétablies et 32 km2 ont été replantés avec des espèces indigènes.
L'American Prairie Reserve vise à restaurer un écosystème de prairie dans le Montana.

## Voir également
- Prairie permanente
- Prairie (agriculture)
- Prairie de l'Ontario